# Zadie Smith
Zadie Smith (Londres, 25 de outubro de 1975) é uma escritora inglesa. Formou-se em Literatura Inglesa na Universidade de Cambridge.

## Biografia
Zadie Smith nasceu com o nome de Sadie Smith em Brent, na zona noroeste de Londres. É filha de mãe Jamaicana, Yvonne Bailey, e pai Inglês, Harvey Smith. A sua mãe nasceu na Jamaica e emigrou para Inglaterra em 1969. O casamento dos seus pais foi o segundo do pai. Zadie tem uma meia-irmã, um meio-irmão e dois irmãos mais novos, um dos quais é o rapper e comediante de stand-up Doc Brown e o outro é o rapper Luc Skyz. Enquanto criança gostava de sapateado; enquanto adolescente considerou a hipótese de uma carreira como atriz em musicais; enquanto estudante universitária ganhou dinheiro como cantora de jazz e queria ser jornalista.
Os seus pais divorciaram-se quando era adolescente. Quando tinha 14 anos, mudou o seu nome para "Zadie". Apesar das suas ambições anteriores, a literatura emergiu como o seu interesse principal.
Foi eleita bolseira da Royal Society of Literature em 2002. Até 2012, publicou quatro romances, todos recebidos com entusiasmo pela crítica. Em 2003, ela foi incluída na lista da Granta dos 20 melhores autores jovens e em 2013 foi novamente incluída. Ingressou no Programa de Escrita Criativa da New York University (NYU's Creative Writing Program) como professora titular em 1 de setembro de 2010. Smith recebeu o Orange Prize for Fiction e o Anisfield-Wolf Book Award em 2006 e seu romance Dentes Brancos foi incluído na lista da revista Time dos 100 melhores romances de língua inglesa escritos entre 1923 e 2005.

## Livros
- Swing Time (2016)
- Dentes Brancos (White Teeth) (2000)
- O Homem dos Autógrafos (The Autograph Man)
- Uma Questão de Beleza (On Beauty)
- NW

Para além destes livros, é autora de vários contos e artigos de não-ficção:
- Feel Free (Ensaios, 2018)
- Changing My Mind (Ensaios)